# From Dusk Till Dawn (franquia)
From Dusk Till Dawn é uma franquia de mídia que inclui três filmes, um jogo de computador e uma série de televisão.

## Personagens principais
- Seth Gecko (George Clooney / D.J. Cotrona)
- Richie Gecko (Quentin Tarantino / Zane Holtz)
- Santanico Pandemonium (Salma Hayek / Eiza González)
- Jacob Fuller (Harvey Keitel / Robert Patrick)
- Kate Fuller (Juliette Lewis / Madison Davenport)
- Earl McGraw (Michael Parks / Don Johnson & Jesse Johnson)

Obs: (Atores do primeiro filme / Atores da série de televisão).

## Filmes
From Dusk Till Dawn é uma trilogia de filmes de terror criada por Quentin Tarantino e Robert Rodriguez. Ela gerou até agora: um filme para salas de cinema, duas sequências diretamente em vídeo, um jogo de computador, um livro em quadrinhos,[carece de fontes?] estátuas colecionáveis, e uma série de televisão.
Danny Trejo é o único ator a aparecer em todos os três filmes originais e na série de televisão, e Michael Parks aparece no primeiro e no terceiro filme. Robert Rodriguez, Quentin Tarantino e Lawrence Bender serviram como produtores em todos os três filmes.
Lançamentos:
- 19 de janeiro de 1996 - From Dusk Till Dawn
- 16 de março de 1999 - From Dusk Till Dawn 2: Texas Blood Money
- 18 de janeiro de 2000 - From Dusk Till Dawn 3: The Hangman's Daughter

## Série de televisão
From Dusk Till Dawn: The Series (Brasil: Um Drink no Inferno / Portugal: Aberto Até de Madrugada) é uma série de televisão americana baseada no primeiro filme da trilogia.

## Jogo de computador
From Dusk Till Dawn é um jogo de  tiro em primeira pessoa baseado em eventos que ocorrem logo após o final do primeiro filme da trilogia. Foi lançado em 2001 para Windows, e distribuído pela Cryo Interactive.